# Sambar
El sambar (Cervus unicolor) és una espècie de cérvol de mida mitjana i pelatge castany que viu al sud-est asiàtic i ha estat introduïda a Austràlia.
Fa entre 170 i 270 cm de llarg i 125 cm d'alçada, amb una cua de 22-35 cm de llarg. El seu pes oscil·la entre 150 i 315 kg. Només els mascles tenen banyes, que arriben fins a un metre de llarg. Se n'han identificat sis subespècies.
S'alimenta d'herba, fulles i fruita. Viu als boscos i és un animal solitari excepte a l'època del zel, quan cada mascle prova de formar un harem, que després defensarà intensament.
Entre els seus predadors més comuns hi ha el tigre, el lleopard, el llop i el cuó.